# Once comida
Once comida fue una serie de televisión chilena, del género comedia de situación, que era emitido en vivo por Televisión Nacional de Chile (TVN). Fue estrenado el 18 de abril de 2016 y terminó el 23 de junio de ese mismo año. Su nombre hace referencia al hábito de los chilenos de «tomar once» (merendar) a la hora de la cena. 
Contó con la participación protagónica de Katty Kowaleczko y Patricio Torres, como los padres de la familia Iglesias, y con las actuaciones estelares de Valentina Acuña y Diego Boggioni, como los hijos. También tuvo la participación de Carolina Paulsen y Alex Zisis como antagonistas.

## Historia
Tras separarse, Myriam (Katty Kowaleczko) ha logrado salir adelante junto a sus hijos. Por un lado, Mateo (Diego Boggioni), no ha logrado cumplir sus metas y ha repetido cuatro veces el mismo curso en el liceo; y por el otro lado se encuentra Daniela (Valentina Acuña), la más inteligente de los mellizos que está a muy pocos años de terminar la universidad.
Luego, de una crisis económica en la empresa del exmarido de Myriam, Rodolfo Iglesias (Patricio Torres) es despedido y se encuentra sin un lugar estable donde vivir dando preferencia a su familia y pagando la deuda que le debían al banco. ¿Ahora que podrá hacer Rodolfo?
Una tarde antes de tomar «Once Comida», Rodolfo vuelve a su hogar, y recibe una noticia que podría cambiar todas sus comidas desde aquel momento. ¡Rodolfo vuelve al hogar para trabajar como nano!

## Reparto

### Principales
- Patricio Torres como Rodolfo Iglesias
- Katty Kowaleczko como Myriam González
- Diego Boggioni como Mateo Iglesias
- Valentina Acuña como Daniela Iglesias

### Participaciones recurrentes
- María Elena Duvauchelle como Edith "Sra. Edita"
- Alex Zisis como Carlos Roberto dell'Orto "Choclillo".
- Andrés Arriola como Cabo Juan Pablo Erazo.
- Carolina Paulsen como Patricia "Paty" Solís.
- Grimanesa Jiménez como la madre de Rodolfo.
- Tatiana Molina como Lorna Osorio.
- Héctor Morales como Jaime González Tapia.
- César Sepúlveda como "Tebo".
- Luz Valdivieso como Olivia.
- Andreína Chataing como Sofía.
- Gustavo Rojas como Gasfiter.
- Lucky Buzio como Vedetto.
- Nicolás Pérez como Marley / Ricardo.
- Eduardo Riveros Behnke como  Conductor de TV.

## Episodios
| 1  | «Hogar dulce hogar»                       | 18 de abril de 2016 |
| 2  | «Las nuevas reglas de la casa»            | 19 de abril de 2016 |
| 3  | «Los piropos ya no conquistan como antes» | 20 de abril de 2016 |
| 4  | «La violencia no conduce a nada»          | 21 de abril de 2016 |
| 5  | «Nadie quiere dormir con Mateo»           | 22 de abril de 2016 |
| 6  | «Maldito resfriado»                       | 25 de abril de 2016 |
| 7  | «¿Uber o Taxi?»                           | 26 de abril de 2016 |
| 8  | «El "poderoso" ex de Myriam»              | 27 de abril de 2016 |
| 9  | «Mateo quiere ser sacerdote»              | 28 de abril de 2016 |
| 10 | «¿Rodolfo a punto de morir?»              | 29 de abril de 2016 |
| 11 | «Acusados por cometer travesuras»         | 02 de mayo de 2016  |
| 12 | «Todo por la beca»                        | 03 de mayo de 2016  |
| 13 | «¡Rodolfo está en Facebook!»              | 04 de mayo de 2016  |
| 14 | «Una suegra de cuidado»                   | 05 de mayo de 2016  |
| 15 | «¡Las tasas eran las mejores!»            | 9 de mayo de 2016   |
| 16 | «Un casi community manager»               | 10 de mayo de 2016  |
| 17 | «¡Contra toda corrupción!»                | 11 de mayo de 2016  |
| 18 | «¡Una gran lección para Rodolfo!»         | 12 de mayo de 2016  |
| 19 | «¡Cambiaron la hora!»                     | 17 de mayo de 2016  |
| 20 | «¿¡Quién espera la guagua!?»              | 17 de mayo de 2016  |
| 21 | «¿Mateo al servicio militar?»             | 18 de mayo de 2016  |
| 22 | «¡Copió el trabajo de su hermana!»        | 19 de mayo de 2016  |
| 23 | «¡En guerra por el terreno!»              | 23 de mayo de 2016  |
| 24 | «¡Con su hermana no...!»                  | 24 de mayo de 2016  |
| 25 | «Un negocio alto en azúcar»               | 25 de mayo de 2016  |
| 26 | «¡Terapia en familia!»                    | 26 de mayo de 2016  |
| 27 | «Viviendo con el sospechoso»              | 30 de mayo de 2016  |
| 28 | «¡Los Iglesias con sazón!»                | 30 de mayo de 2016  |
| 29 | «El maestro chasquilla»                   | 31 de mayo de 2016  |
| 30 | «¿Los Iglesias serán expropiados?»        | 01 de junio de 2016 |
| 31 | «La inquilina de los Iglesias»            | 02 de junio de 2016 |
| 32 | «¿Daniela se va de la casa?»              | 06 de junio de 2016 |
| 33 | «Los negocios truchos de Mateo»           | 06 de junio de 2016 |
| 34 | «La evasora del Transantiago»             | 07 de junio de 2016 |
| 35 | «Rodolfo regresa a la universidad»        | 08 de junio de 2016 |
| 36 | «Las pastillas de la "inteligencia"»      | 13 de junio de 2016 |
| 37 | «El hijo de la presidenta»                | 13 de junio de 2016 |
| 38 | «Famosa a la fuerza»                      | 14 de junio de 2016 |

## Premios y nominaciones
| Año  | Premio           | Categoría               | Nominados       | Resultados |
| ---- | ---------------- | ----------------------- | --------------- | ---------- |
| 2017 | Premios Caleuche | Mejor actriz de soporte | Valentina Acuña | Nominada   |